# Маккордсвілл (Індіана)
Маккордсвілл (англ. McCordsville) — місто (англ. town) в США, в окрузі Генкок штату Індіана. Населення — 8503 особи (2020).

## Географія
Маккордсвілл розташований за координатами 39°54′18″ пн. ш. 85°55′39″ зх. д. / 39.90500° пн. ш. 85.92750° зх. д. (39.904953, -85.927625).  За даними Бюро перепису населення США в 2010 році місто мало площу 12,20 км², з яких 12,18 км² — суходіл та 0,02 км² — водойми. В 2017 році площа становила 17,13 км², з яких 17,05 км² — суходіл та 0,09 км² — водойми.

## Демографія
Згідно з переписом 2010 року, у місті мешкало 4797 осіб у 1653 домогосподарствах у складі 1322 родин. Густота населення становила 393 особи/км².  Було 1717 помешкань (141/км²).
Расовий склад населення:
| - 83,2 % — білих - 10,3 % — чорних або афроамериканців - 2,3 % — азіатів - 0,3 % — корінних американців - 1,3 % — осіб інших рас |

До двох чи більше рас належало 2,6 %. Частка іспаномовних становила 4,4 % від усіх жителів.
За віковим діапазоном населення розподілялося таким чином: 32,4 % — особи молодші 18 років, 62,6 % — особи у віці 18—64 років, 5,0 % — особи у віці 65 років та старші. Медіана віку мешканця становила 32,7 року. На 100 осіб жіночої статі у місті припадало 93,8 чоловіків;  на 100 жінок у віці від 18 років та старших — 89,9 чоловіків також старших 18 років.
Середній дохід на одне домашнє господарство  становив 102 891 долар США (медіана — 83 479), а середній дохід на одну сім'ю — 106 088 доларів (медіана — 90 279). Медіана доходів становила 71 992 долари для чоловіків та 63 110 доларів для жінок. За межею бідності перебувало 1,3 % осіб, у тому числі 1,9 % дітей у віці до 18 років та 0,0 % осіб у віці 65 років та старших.
Цивільне працевлаштоване населення становило 2967 осіб. Основні галузі зайнятості: освіта, охорона здоров'я та соціальна допомога — 24,7 %, фінанси, страхування та нерухомість — 17,6 %, науковці, спеціалісти, менеджери — 13,9 %.